# Juillet (film)
Pour les articles homonymes, voir Juillet (homonymie).
Pour plus de détails, voir Fiche technique et Distribution.
Juillet est un documentaire français réalisé par Didier Nion et sorti en 1998.

## Fiche technique
- Titre : Juillet
- Réalisation : Didier Nion
- Scénario : Didier Nion
- Photographie : Didier Nion
- Montage : Pascale Mons
- Production : Mille et Une Films
- Pays :  France
- Durée : 84 minutes
- Date de sortie : 1998

## Sélections
- Visions du réel 1998[1]
- États généraux du film documentaire 1998
- Festival de cinéma de Douarnenez/Gouel ar filmoù 1998

## À propos du film
- Juillet a été tourné en juillet et août 1997 dans un camping de Quiberville[2].
- Une version télévisée de 68 minutes (Juillet à Quiberville) a été diffusée sur Arte en 1999 et 2000[3].